# كايل آلن

كايل آلن (مواليد 10 أكتوبر 1994) هو ممثل أمريكي، عُرف لأدواره في قصة الحي الغربي، خريطة الأشياء الصغيرة المثالية وقصة رعب أمريكية: نهاية العالم.

## روابط خارجية
- كايل آلن على موقع IMDb (الإنجليزية)
- كايل آلن على موقع ميتاكريتيك (الإنجليزية)
- كايل آلن على موقع ألو سيني (الفرنسية)
- كايل آلن على موقع ديسكوغز (الإنجليزية)
- كايل آلن على موقع قاعدة بيانات الفيلم (الإنجليزية)